# Persone di nome Kenneth/Cestisti
| Questa pagina contiene informazioni ricavate automaticamente dalle voci biografiche con l'ausilio del template Bio e di un bot. L'aggiornamento è periodico e automatico e ricostruisce completamente la pagina. Se manca una persona in questa lista, sei pregato di non aggiungerla, ma accertati piuttosto che la sua voce biografica contenga il template Bio e che i dati anagrafici siano correttamente compilati. Se il template Bio manca, inseriscilo tu stesso o, in alternativa, metti l'avviso {{tmp\|Bio}} che ne segnala la mancanza. Se i dati riportati sono sbagliati, correggi direttamente la voce biografica; le modifiche saranno visibili in questa lista entro pochi giorni. Per chiarimenti vedi il progetto antroponimi. La lista contiene solo le 82 persone che sono citate nell'enciclopedia e per le quali è stato implementato correttamente il template Bio. Pagina aggiornata al 16 ott 2024. |

Questa è una lista di persone presenti nell'enciclopedia che hanno il nome Kenneth e sono cestisti.

## A(3)
- Kenny Anderson, ex cestista e allenatore di pallacanestro statunitense (Queens, n. 1970)
- Chucky Atkins, ex cestista e allenatore di pallacanestro statunitense (Orlando, n. 1974)
- Ken Austin, ex cestista statunitense (Los Angeles, n. 1961)

## B(9)
- Ken Bannister, ex cestista e allenatore di pallacanestro statunitense (Baltimora, n. 1960)
- Kenny Barker, ex cestista statunitense (San Diego, n. 1986)
- Ken Barlow, ex cestista statunitense (Indianapolis, n. 1964)
- Kenny Battle, ex cestista statunitense (Aurora, n. 1964)
- Kent Bazemore, cestista statunitense (Kelford, n. 1989)
- Kenny Boynton, cestista statunitense (Pompano Beach, n. 1991)
- Ken Brady, cestista statunitense (Flint, n. 1951 - Basilea, † 2021)
- Kenny Brown, ex cestista statunitense (Florissant, n. 1981)
- Ken Buehler, cestista statunitense (Edgar, n. 1919 - Rhinelander, † 2019)

## C(4)
- Ken Callis, cestista canadese (Winnipeg, n. 1911)
- Kenny Carr, ex cestista statunitense (Washington, n. 1955)
- Ken Charles, ex cestista e allenatore di pallacanestro trinidadiano (n. 1951)
- Ken Cole, ex cestista e allenatore di pallacanestro australiano (Sydney, n. 1943)

## D(4)
- Kenneth Davidson, cestista e allenatore di pallacanestro statunitense (San Anselmo, n. 1919 - Palm Beach, † 1988)
- Kenny Davis, ex cestista statunitense (Slat, n. 1948)
- Kenny Dennard, ex cestista statunitense (King, n. 1958)
- Ken Durrett, cestista statunitense (Pittsburgh, n. 1948 - Wilkinsburg, † 2001)

## E(1)
- Ken Exel, cestista statunitense (Minneapolis, n. 1920 - Brooklyn Center, † 2006)

## F(4)
- Kenneth Faried, cestista statunitense (Newark, n. 1989)
- Kenny Fields, ex cestista statunitense (Iowa City, n. 1962)
- Ken Finch, ex cestista australiano (Sydney, n. 1936)
- Kenny Frease, ex cestista statunitense (Massillon, n. 1989)

## G(11)
- Kenny Gabriel, cestista statunitense (Charlotte, n. 1989)
- Kenny Gaines, ex cestista statunitense (Riverdale, n. 1994)
- Ken Gardner, cestista statunitense (Ogden, n. 1949 - Herriman, † 2024)
- Kenny Gattison, ex cestista e allenatore di pallacanestro statunitense (Wilmington, n. 1964)
- Kenny George, ex cestista statunitense (Chicago, n. 1986)
- Kenny Goins, cestista statunitense (Troy, n. 1996)
- Kenny Grant, ex cestista e allenatore di pallacanestro svedese (Norrköping, n. 1982)
- Ken Green, ex cestista statunitense (Atlanta, n. 1959)
- Kenny Green, ex cestista statunitense (Eustis, n. 1964)
- Kenny Green, ex cestista statunitense (Waterbury, n. 1967)
- Ken Gunning, cestista e allenatore di pallacanestro statunitense (Shelbyville, n. 1914 - Seguin, † 1991)

## H(5)
- Kenny Hall, ex cestista statunitense (Los Angeles, n. 1990)
- Kenny Hasbrouck, cestista statunitense (Washington, n. 1986)
- Kenny Hayes, cestista statunitense (Toledo, n. 1987)
- Kenny Higgs, ex cestista statunitense (Owensboro, n. 1955)
- Ken Horton, cestista statunitense (Ossining, n. 1989)

## J(2)
- Ken James, ex cestista australiano (Curwensville, n. 1945)
- Ken Johnson, ex cestista statunitense (Tuskegee, n. 1962)

## K(1)
- Kenny Kadji, cestista camerunese (Douala, n. 1988)

## L(4)
- Ken Lacey, ex cestista statunitense (Stroudsburg, n. 1978)
- Kenny Lawson, cestista statunitense (Oceanside, n. 1988)
- Ken Leslie, cestista e allenatore di pallacanestro statunitense (San Francisco, n. 1925 - † 2000)
- Kenneth Lofton, cestista statunitense (Port Arthur, n. 2002)

## M(6)
- Ken McBride, cestista statunitense (Centralia, n. 1929 - Centralia, † 2005)
- Ken McDonald, ex cestista e allenatore di pallacanestro statunitense (Providence, n. 1970)
- Ken Menke, cestista e allenatore di pallacanestro statunitense (East Dundee, n. 1922 - Elgin, † 2002)
- Kenny Miller, ex cestista statunitense (Evergreen Park, n. 1967)
- Trey Murphy, cestista statunitense (Durham, n. 2000)
- Ken Murray, cestista e allenatore di pallacanestro statunitense (West Orange, n. 1928 - Montclair, † 2008)

## N(2)
- Kenny Natt, ex cestista e allenatore di pallacanestro statunitense (Monroe, n. 1958)
- Ken Norman, ex cestista statunitense (Chicago, n. 1964)

## O(3)
- Ken Oberbruner, cestista, giocatore di baseball e allenatore di baseball statunitense (Ashland, n. 1918 - Burlington, † 1991)
- Kenneth Ogbe, cestista tedesco (Monaco di Baviera, n. 1994)
- Kenny Orange, ex cestista statunitense (Spencer, n. 1961)

## P(2)
- Kenny Payne, ex cestista e allenatore di pallacanestro statunitense (Laurel, n. 1966)
- Kenny Perry, ex cestista statunitense (Rockport, n. 1962)

## R(2)
- Ken Rohloff, ex cestista statunitense (n. 1939)
- Kenny Rollins, cestista statunitense (Charleston, n. 1923 - Greencastle, † 2012)

## S(9)
- Kenny Sailors, cestista e allenatore di pallacanestro statunitense (Bushnell, n. 1921 - Laramie, † 2016)
- Kenny Satterfield, ex cestista statunitense (New York, n. 1981)
- Ken Sears, cestista statunitense (Watsonville, n. 1933 - Watsonville, † 2017)
- Kenny Simms, cestista statunitense (Bronx, n. 1986)
- Kenny Simpson, ex cestista statunitense (Shreveport, n. 1960)
- Ken Smith, ex cestista statunitense (Dallas, n. 1953)
- Kenny Smith, ex cestista statunitense (Queens, n. 1965)
- Speedy Smith, cestista statunitense (St. Petersburg, n. 1993)
- Ken Suesens, cestista e allenatore di pallacanestro statunitense (Des Moines, n. 1916 - Sheboygan, † 1992)

## T(1)
- Kenny Thomas, ex cestista statunitense (Atlanta, n. 1977)

## V(2)
- Kenneth van Kempen, ex cestista olandese (Weert, n. 1987)
- Kenneth Viglianisi, cestista italiano (Scilla, n. 1992)

## W(7)
- Kenny Walker, ex cestista statunitense (Roberta, n. 1964)
- Kenny Washington, ex cestista e allenatore di pallacanestro statunitense (Beaufort, n. 1943)
- Ken Watson, cestista e allenatore di pallacanestro australiano (Melbourne, n. 1919 - Anglesea, † 2008)
- Ken Wilburn, cestista statunitense (River Rouge, n. 1944 - Ecorse, † 2016)
- Kenny Williams, ex cestista statunitense (Elizabeth City, n. 1969)
- Kenny Williams, cestista statunitense (Richmond, n. 1996)
- Kenny Wooten, cestista statunitense (Stockton, n. 1998)